# Solbiatese Calcio 1994-1995
Questa pagina raccoglie le informazioni riguardanti la Solbiatese Calcio nelle competizioni ufficiali della stagione 1994-1995.

## Rosa
| N. |                   | Ruolo | Calciatore          |
| -- | ----------------- | ----- | ------------------- |
|    | Italia (bandiera) | D     | Roberto Bandirali   |
|    | Italia (bandiera) | A     | Vincenzo Barone     |
|    | Italia (bandiera) | C     | Stefano Bignami     |
|    | Italia (bandiera) | D     | Giancarlo Bonisoli  |
|    | Italia (bandiera) | A     | Gabriele Cagliani   |
|    | Italia (bandiera) | C     | Maurizio Calamita   |
|    | Italia (bandiera) | C     | Lorenzo Calvio      |
|    | Italia (bandiera) | C     | Valentino Casamenti |
|    | Italia (bandiera) | D     | Michele Del Vecchio |
|    | Italia (bandiera) | A     | Stefano Guidoni     |
|    | Italia (bandiera) | P     | Paolo Locatelli     |
|    | Italia (bandiera) | P     | Andrea Foresti      |
|    | Italia (bandiera) | C     | Pietro Mariniello   |

| N. |                   | Ruolo | Calciatore             |
| -- | ----------------- | ----- | ---------------------- |
|    | Italia (bandiera) |       | Martegna               |
|    | Italia (bandiera) |       | Mignani                |
|    | Italia (bandiera) | P     | Maurizio Monguzzi      |
|    | Italia (bandiera) | D     | Giuseppe Pedretti      |
|    | Italia (bandiera) | C     | Ivano Pirelli          |
|    | Italia (bandiera) |       | Risiglione             |
|    | Italia (bandiera) | A     | Mario Rossini          |
|    | Italia (bandiera) | C     | Massimo Rovellini      |
|    | Italia (bandiera) |       | Sambruna               |
|    | Italia (bandiera) | C     | Fabio Tibaldo          |
|    | Italia (bandiera) | D     | Marco Zaffaroni        |
|    | Italia (bandiera) | C     | Giovanbattista Zanetti |

## Risultati

### Campionato

#### Girone di andata
| 4 settembre 1994 1ª giornata | Solbiatese | 1 – 2 | Torres |  |

| 11 settembre 1994 2ª giornata | Legnano | 0 – 3 | Solbiatese |  |

| 18 settembre 1994 3ª giornata | Solbiatese | 1 – 0 | Olbia |  |

| 25 settembre 1994 4ª giornata | Pavia | 4 – 1 | Solbiatese |  |

| 2 ottobre 1994 5ª giornata | Centese | 0 – 0 | Solbiatese |  |

| 9 ottobre 1994 6ª giornata | Solbiatese | 1 – 0 | Lecco |  |

| 16 ottobre 1994 7ª giornata | Saronno | 0 – 0 | Solbiatese |  |

| 23 ottobre 1994 8ª giornata | Solbiatese | 1 – 0 | Cremapergo |  |

| 30 ottobre 1994 9ª giornata | Brescello | 2 – 0 | Solbiatese |  |

| 6 novembre 1994 10ª giornata | Solbiatese | 0 – 0 | Novara |  |

| 13 novembre 1994 11ª giornata | Pro Vercelli | 0 – 0 | Solbiatese |  |

| 20 novembre 1994 12ª giornata | Solbiatese | 3 – 1 | Lumezzane |  |

| 27 novembre 1994 13ª giornata | Solbiatese | 1 – 0 | Aosta |  |

| 4 dicembre 1994 14ª giornata | Trento | 0 – 1 | Solbiatese |  |

| 11 dicembre 1994 15ª giornata | Solbiatese | 2 – 2 | Varese |  |

| 18 dicembre 1994 16ª giornata | Tempio | 1 – 0 | Solbiatese |  |

| 23 dicembre 1994 17ª giornata | Solbiatese | 1 – 0 | Valdagno |  |

#### Girone di ritorno
| 15 gennaio 1995 18ª giornata | Torres | 1 – 0 | Solbiatese |  |

| 22 gennaio 1995 19ª giornata | Solbiatese | 0 – 1 | Legnano |  |

| 29 gennaio 1995 20ª giornata | Olbia | 1 – 0 | Solbiatese |  |

| 12 febbraio 1995 21ª giornata | Solbiatese | 0 – 0 | Pavia |  |

| 26 febbraio 1995 22ª giornata | Solbiatese | 1 – 0 | Centese |  |

| 5 marzo 1995 23ª giornata | Lecco | 2 – 0 | Solbiatese |  |

| 12 marzo 1995 24ª giornata | Solbiatese | 1 – 1 | Saronno |  |

| 19 marzo 1995 25ª giornata | Cremapergo | 1 – 0 | Solbiatese |  |

| 26 marzo 1995 26ª giornata | Solbiatese | 1 – 0 | Brescello |  |

| 2 aprile 1995 27ª giornata | Novara | 0 – 0 | Solbiatese |  |

| 9 aprile 1995 28ª giornata | Solbiatese | 0 – 1 | Pro Vercelli |  |

| 15 aprile 1995 29ª giornata | Lumezzane | 1 – 1 | Solbiatese |  |

| 23 aprile 1995 30ª giornata | Aosta | 0 – 0 | Solbiatese |  |

| 30 aprile 1995 31ª giornata | Solbiatese | 1 – 1 | Trento |  |

| 7 maggio 1995 32ª giornata | Varese | 1 – 1 | Solbiatese |  |

| 14 maggio 1995 33ª giornata | Solbiatese | 1 – 1 | Tempio |  |

| 21 maggio 1995 34ª giornata | Valdagno | 1 – 1 | Solbiatese |  |